# To All New Arrivals
To All New Arrivals – album grupy Faithless, wydany 27 listopada 2006. Na płycie znajduje się 11 utworów.
Przy produkcji piosenek znajdujących się na tym albumie współpracowali m.in.: Harry Collier, Dido oraz Robert Smith.

## Lista utworów
1. „Bombs” (feat. Harry Collier) – 4:58
2. „Spiders, Crocodiles & Kryptonite” (feat. Robert Smith) – 5:40
3. „Music Matters” (feat. Cass Fox) – 4:36
4. „Nate's Tune” – 2:14
5. „I Hope” – 5:27
6. „Last This Day” (feat. Dido) – 5:09
7. „To All New Arrivals” (feat. Harry Collier) – 5:02
8. „Hope & Glory” (feat. One eskimO) – 5:00
9. „A Kind Of Peace” (feat. Cat Power) – 4:14
10. „The Man In You” – 5:06
11. „Emergency”  – 7:43